# Love. Angel. Music. Baby.
Love. Angel. Music. Baby. é o álbum de estreia da cantora norte-americana de pop e rock Gwen Stefani, lançado em 22 de novembro de 2004, pela Interscope Records. O álbum começou como um pequeno projeto alternativo para Stefani, acabando por se tornar no seu primeiro álbum de estúdio solo, após a pausa da banda No Doubt. O álbum possui um vasto número de colaborações musicais e produtores. Love. Angel. Music. Baby. foi projetado como versão atualizada da música da década de 1980, e foi influenciado por artistas como Madonna, New Order, Cyndi Lauper, Depeche Mode, The Cure, Lisa Lisa & Cult Jam, Debbie Deb e Club Nouveau. A maior parte das canções do álbum são tematicamente focalizadas em moda e riqueza. Ele introduziu as Harajuku Girls, quatro dançarinas que se vestiam durante as apresentações de Stefani com as tendências de moda da juventude de Harajuku, um distrito de Tóquio, Japão. Além disso, as mesmas apareceram em letras de dois dos seis singles do álbum: "What You Waiting For?" e "Rich Girl", e em quase todos os videoclipes do álbum, exceto nos vídeos de acompanhamento para as músicas "Cool" e "Luxurious".
Love. Angel. Music. Baby. obteve opiniões geralmente favoráveis dos críticos musicais contemporâneos. O álbum rendeu seis singles e teve um alto número de vendas, tornando-se multiplatina em diversos países, e vendendo sete milhões de cópias. Por este álbum, Stefani recebeu seis nomeações no Grammy Awards, em 2005 e 2006.

## Concepção
Durante a época de Stefani na No Doubt, ela começou a fazer participações solo em álbuns de artistas, incluindo Eve e Moby. Na produção de seu álbum de 2001 Rock Steady, No Doubt colaborou com Prince, The Neptunes e David A. Stewart em diferentes canções, e Mark "Spike" Stent mixou o álbum. Enquanto a banda estava em turnê para promover o álbum, Stefani escutou o single de 1987 da banda Club Nouveau "Why You Treat Me So Bad" e considerou gravar um material modernizado da música da década de 1980. Ela conversou com o baixista da No Doubt e seu ex-namorado Tony Kanal, que a havia introduzido na música com Prince, Lisa and Cult Jam e Debbie Deb, sobre a produção das canções.
No início de 2003, Stefani começou a gravar material solo. Ela afirmou que estava considerando gravar singles para serem usados em trilhas sonoras, mais tarde interpretando Jean Harlow em O Aviador. Jimmy Iovine, presidente e cofundador da Interscope, convenceu Stefani a produzir um álbum de estúdio completo. Durante a sua primeira sessão com Linda Perry, a cantora estava com bloqueio de escritora, o que resultou em uma tentativa improdutiva. No segundo dia, as duas escreveram uma canção sobre o bloqueio de Stefani e seu medo de fazer seu disco solo, que se tornou "What You Waiting For?", o primeiro single do álbum.
Quando as duas começaram a trabalhar em uma canção que Stefani afirmou ser muito pessoal, ela foi visitar Kanal. Ele tocou para ela uma faixa com a qual vinha trabalhando e que se tornou "Crash", outro single do álbum. Elas tentaram trabalhar em material novo, mas desistiram depois de duas semanas. Não voltaram a trabalhar até seis meses depois, quando Stefani começou a colaborar com outros artistas, comentando, "Se eu estivesse escrevendo o refrão de 'Yesterday', dos Beatles, e isso foi tudo o que escrevi, isso seria o suficiente para ser parte dessa história". Stefani voltou a trabalhar com Linda Perry, que convidou Dallas Austin e muitos outros artistas, como André 3000, da OutKast, The Neptunes e Dr. Dre. Stefani anunciou o lançamento do álbum no início de 2004, comercializando como sua "gravação dance" e "prazer culpado".

## Música

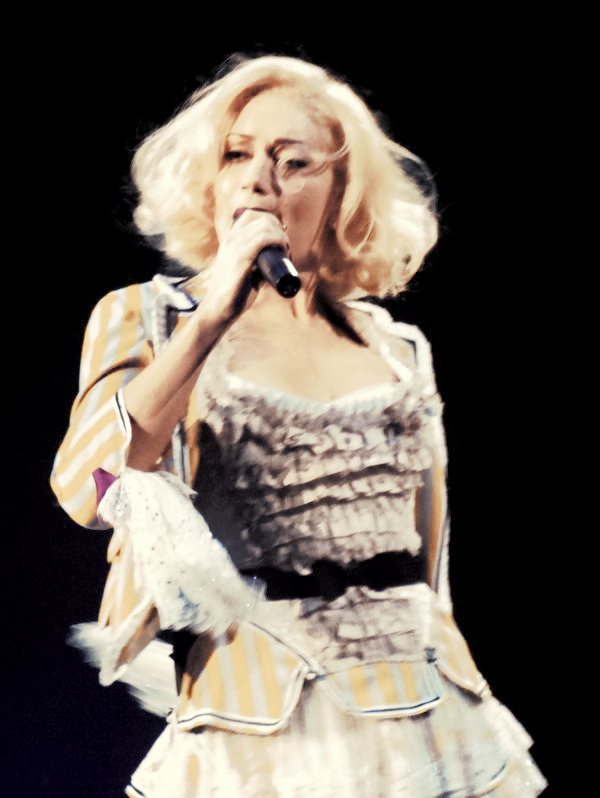
Diversas das canções do álbum falam sobre moda e riqueza.

### Estilo musical
Love. Angel. Music. Baby. foi influenciado por uma variedade de gêneros dos anos 80, ao ponto de um crítico comentar, "O único estilo significante da rádio dos anos 80 é o restaurado ska punk que levou No Doubt ao sucesso". O álbum é essencialmente pop, com sintetizadores característicos do synthpop, mais popular do final da década de 1970 até de meados da de 80. O new wave, presente em alguns dos trabalhos anteriores da No Doubt, continuou em Love. Angel. Music. Baby., provocando comparações com The Go-Go's e Cyndi Lauper. Stefani citou Club Nouveau, Depeche Mode, Lisa Lisa, Prince, New Order, The Cure e o início de Madonna como as maiores influências do álbum. Em menor grau, o álbum contém vários outros gêneros de pop, como bubblegum pop, electro pop e dance punk.
As canções são influenciadas pelas batidas eletrônicas utilizadas nos clubes. Os produtores Dallas Austin e Tony Kanal incorporaram R&B na canção "Luxurious", que contém um trecho do single de 1983 dos Isley Brothers, "Between the Sheets". Jimmy Jam and Terry Lewis incorporaram o new jack swing, gênero popularizado durante a década de 1980.

### Conteúdo das letras
Como os álbuns pop dos anos 80, Love. Angel. Music. Baby. é centrado principalmente em dinheiro, com canções como "Rich Girl" e "Luxurious" misturando descrições de bens e riqueza. Também contém diversas referências à grife de Stefani, L.A.M.B., e alude a estilistas contemporâneos como John Galliano, Rei Kawakubo e Vivienne Westwood. Stefani também lançou uma série de bonecas chamadas "Love. Angel. Music. Baby. Fashion Dolls", projetadas depois dos figurinos da sua turnê. Embora Stefani tenha tido a intenção de fazer do álbum uma clara gravação dance, ela declarou que "não importa o que você faz, as coisas apenas se revelam". A faixa de abertura do álbum "What You Waiting For?" também trata do desejo dela de ser mãe e, em 2006, ela e seu marido, o vocalista de banda Bush, Gavin Rossdale, tiveram um filho chamado Kingston Rossdale. A quarta faixa "Cool" fala sobre a amizade de Stefani com Kanal depois que ele terminou o relacionamento romântico com ela em 1995.
Love. Angel. Music. Baby introduziu as Harajuku Girls, um cortejo de quatro mulheres japonesas, as quais Stefani se refere como uma invenção de sua imaginação. As Harajuku Girls são comentadas em várias das canções, incluindo uma nomeada e dedicada totalmente a elas. Elas aparecem na maioria dos videoclipes produzidos para o álbum e naqueles de seu segundo álbum, The Sweet Escape (2006).

### Canções
"What You Waiting For?", uma das primeiras canções escritas para o álbum, foi escolhida como primeiro single como uma "explicação para ter feito o disco". A canção descreve os receios de Stefani com relação à carreira solo, e um videoclipe acompanhante foi feito, em que ela recupera a confiança depois de uma experiência inspirada em Alice no País das Maravilhas e Alice Através do Espelho, de Lewis Carrol. A canção recebeu críticas geralmente positivas, sendo apontada como "um dos inegáveis pontos altos do álbum". Esse single foi bem sucedido, alcançando o top dez em muitos países. O segundo single "Rich Girl" teve desempenho parecido nas paradas musicais. A canção, uma adaptação ragga da canção "If I Were a Rich Man", do musical Fiddler on the Roof, foi cantada com a participação de Eve, com quem Stefani já havia trabalhado em seu single de 2001 "Let Me Blow Ya Mind".
"Hollaback Girl", a terceira faixa, tornou-se o single mais vendido e popular do álbum. Foi escrita como uma resposta a um comentário depreciativo que a cantora grunge Courtney Love fez, referindo-se a Stefani como uma animadora de torcida, e sua letra e videoclipe tratam do tema de animadoras de torcida. O single recebeu críticas mistas, muitos criticando o uso repetitivo da palavra shit, mas se tornou o primeiro download digital a vender mais de um milhão de cópias nos Estados Unidos. A quarta faixa "Cool" foi bem recebida pelos críticos musicais, mas este single teve desempenho moderado nas paradas musicais, em comparação com os anteriores. A canção narra o antigo relacionamento de Stefani com Tony Kanal e, em seu videoclipe, a relação entre os dois, com Kanal sendo interpretado por Daniel González, é ilustrada por uma série de flashbacks. "Bubble Pop Electric", a faixa de número cinco, é uma canção eletrônica com participação de André 3000, como Johnny Vulture. A canção fala sobre os dois fazendo sexo em um cinema drive-in, e foi geralmente bem recebida pelos críticos, que fizeram comparações com Grease e Grease 2.

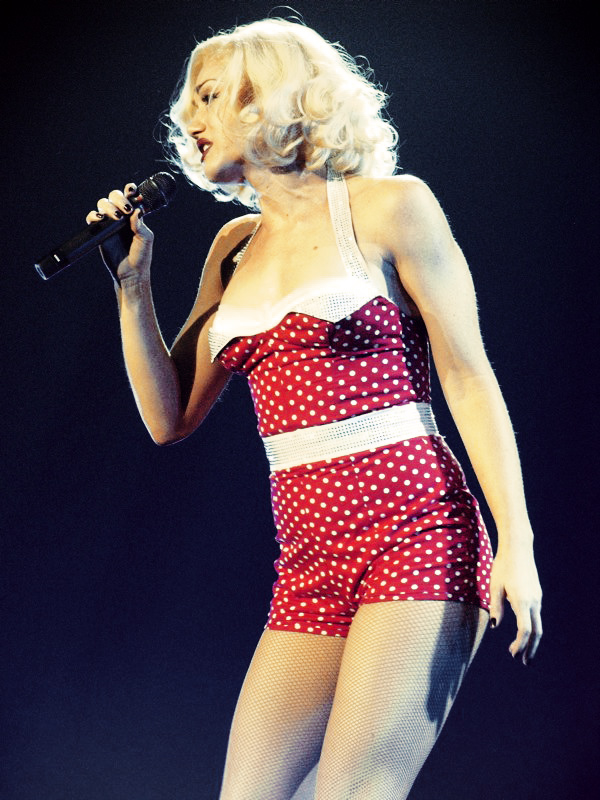
Stefani apresentando "The Real Thing".

"Luxurious", cujo single tem a participação do rapper Slim Thug, compara bens e amor. A canção recebeu opiniões mistas dos críticos e teve menos sucesso que os outros singles. A sétima faixa, "Harajuku Girls", é uma canção pop produzida por Jimmy Jam e Terry Lewis. A faixa foi criticada de maneira severa pelos críticos, que a acharam "de forma bizarra" e "estranhamente homoerótica". O sexto e último single "Crash" não era originalmente planejado como um single até Stefani preparar o lançamento de The Sweet Escape. Enquanto estava em turnê, Stefani descobriu que estava grávida, então uma apresentação ao vivo acompanha o single, que não teve boas vendas e não alcançou o top quarenta em nenhum país. "The Real Thing", a nona faixa, é uma colaboração synthpop entre Stefani, Perry, Wendy & Lisa, e membros da New Order. Recebeu críticas mistas; O Pitchfork a desaprovou, comentando, "qualquer um remotamente envolvido ... deve encontrar um cão vagabundo e deixar que o morda", enquanto o About.com a chamou de "o melhor momento do álbum".
"Serious", a décima faixa, é outra canção synthpop, semelhante ao trabalho de Madonna durante o início dos anos 80. Um videoclipe foi produzido para a canção, mas nenhum single ou vídeo foi oficialmente lançado. "Danger Zone", uma canção eletro/rock, foi bem recebida como uma das faixas mais bem feitas, similar ao seu trabalho com a No Doubt. Em 2004, Stefani descobriu que seu marido Gavin Rossdale tinha uma filha ilegítima, e a canção foi amplamente interpretada como sendo sobre o incidente; no entanto, foi escrita antes da descoberta. A última faixa do álbum, "Long Way to Go", é um outtake de "The Love Below" (2003), de André 3000. A canção trata de um relacionamento interracial e foi criticada pelo uso de um trecho do discurso Eu Tenho Um Sonho, de Martin Luther King.

## Faixas
| Edição padrão |                                              | |                |         |  |
| N.º           | Título                                       | Compositor(es) | Produtor(es)   | Duração |  |
| 1.            | "What You Waiting For?"                      | Stefani, Linda Perry                                                                                              | Nellee Hooper  | 3:41    |  |
| 2.            | "Rich Girl" (feat. Eve)                      | Stefani, Eve, Dr. Dre, Kara DioGuardi, Chantal Kreviazuk, Mark Batson, Jerry Bock, Mike Elizondo, Sheldon Harnick | Dr. Dre        | 3:56    |  |
| 3.            | "Hollaback Girl"                             | Stefani, Chad Hugo, Pharrell Williams                                                                             | The Neptunes   | 3:20    |  |
| 4.            | "Cool"                                       | Stefani, Dallas Austin                                                                                            | Austin         | 3:09    |  |
| 5.            | "Bubble Pop Electric" (feat. Johnny Vulture) | Stefani, André Benjamin                                                                                           | Benjamin       | 3:42    |  |
| 6.            | "Luxurious" (feat. Slim Thug)                | Stefani, O'Kelly Isley, Rudolph Isley, Vernon Isley, Marvin Isley, Chris Jasper, Tony Kanal                       | Hooper, Kanal  | 4:25    |  |
| 7.            | "Harajuku Girls"                             | Stefani, Bobby Avila, I.J. Avila, James Harris, Terry Lewis, James Wright                                         | Harris, Lewis  | 4:51    |  |
| 8.            | "Crash"                                      | Stefani, Kanal | Kanal          | 4:06    |  |
| 9.            | "The Real Thing"                             | Stefani, Perry | Hooper         | 4:11    |  |
| 10.           | "Serious"                                    | Stefani, Kanal | Kanal          | 4:48    |  |
| 11.           | "Danger Zone"                                | Stefani, Austin, Perry                                                                                            | Austin, Hooper | 3:36    |  |
| 12.           | "Long Way to Go" (feat. André 3000)          | Stefani, André Benjamin                                                                                           | Benjamin       | 4:34    |  |

| Faixas bônus internacionais |                                                                           |         |  |
| N.º                         | Título                                                                    | Duração |  |
| 13.                         | "The Real Thing" (Wendy And Lisa Slow Jam Mix)                            | 3:35    |  |
| 14.                         | "What You Waiting For?" (Elevator Mix - apenas no Japão e no Reino Unido) | 4:06    |  |

| Faixas bônus da edição limitada |                                                         |         |  |
| N.º                             | Título                                                  | Duração |  |
| 13.                             | "What You Waiting For?" (Wendy And Lisa Slow Jam Mix)   | 8:04    |  |
| 14.                             | "What You Waiting For?" (Jacques Lu Cont TWD Dub)       | 8:21    |  |
| 15.                             | "What You Waiting For?" (ao vivo)                       | 3:43    |  |
| 16.                             | "Harajuku Girls" (ao vivo)                              | 4:37    |  |
| 17.                             | "Harajuku Girls" (Hollatronix Remix por Diplo)          | 2:45    |  |
| 18.                             | "Cool" (Photek Remix)                                   | 5:49    |  |
| 19.                             | "Hollaback Girl" (Dance Hollaback Remix por Tony Kanal) | 6:52    |  |

## Recepção da crítica
| Críticas profissionais | Críticas profissionais |
| Avaliações da crítica  | Avaliações da crítica  |
| Fonte                  | Avaliação              |
| ---------------------- | ---------------------- |
| About.com              | [ 31 ]                 |
| Allmusic               | [ 11 ]                 |
| Blender                | [ 6 ]                  |
| Entertainment Weekly   | (C+)                   |
| Pitchfork              | [ 30 ]                 |
| NME                    | [ 38 ]                 |
| PopMatters             | (positiva)             |
| Rolling Stone          | [ 10 ]                 |
| Slant Magazine         | [ 7 ]                  |
| The Guardian           | [ 39 ]                 |

Love. Angel. Music. Baby. recebeu opiniões geralmente  positivas dos críticos de música pop contemporânea, obtendo uma avaliação de 71, em um máximo de 100, no Metacritic. O Allmusic chamou o álbum de "alternadamente instigante e embaraçoso", e o New York Times o descreveu como "esperto e algumas vezes sedutor", mas afirmou que "não adiciona muito". O LAUNCHcast o chamou de "o mais quente, mais legal, mais bem vestido álbum pop do ano". A Stylus Magazine afirmou que Stefani estava lutando para preencher o papel de Madonna, "mas não o suficiente para ficar seriamente animada por si mesma como a próxima grande carreirista solo". A BBC foi mais enfática, afirmando que Stefani tinha rivalidade com Madonna e Kelis. O NME escreveu que Stefani "roubou sem vergonha alguma" a música dos anos 80, mas que o álbum era "uma das mais futilmente brilhantes placas reluzentes de pop retrô que ninguém mais teve a ousadia de lançar em todo o ano". O OMH Media achou o álbum "agradável, se incompleto", mas comentou que era muito longo. A revista Rolling Stone incluiu Love. Angel. Music. Baby. em sua lista de top cinquenta álbuns de 2004, na posição 39.
O álbum foi geralmente criticado pelo seu grande número de colaborações e produtores. O Guardian argumentou que embora "outros estendam a mão [...] isso é muito mais o show de Stefani; no entanto, muitos outros discordam". PopMatters comparou o álbum com o segundo de greatest hits da No Doubt, e o Pitchfork Media disse que o grande número de colaboradores do álbum resulta em sacrificar a identidade de Stefani na gravação. Muitos críticos consideraram que as colaborações impediram o álbum de ter um som solidificado. Drawer B afirmou, "Stefani tenta ser tudo para todas as pessoas aqui", mas que o resultado "termina manipulativo e artificial". O Entertainment Weekly partilhou essa opinião, dizendo que o álbum "é como uma dessas revistas atualizadas de varejo que parecem mais um catálogo do que uma antiga coleção de, digamos, artigos".
Alguns críticos se focaram no claro tema das letras do álbum. O Entertainment Weekly chamou as referências de Stefani à sua grife de "vergonhosas", afirmando que "cada canção torna-se parecida com uma cara propaganda retrô de moda", e o Pitchfork Media disse que "a parada gratuita do Coringa por Gotham City foi uma exibição muito mais divertida de riqueza, e ele tinha Prince, não apenas Wendy & Lisa". A Slant Magazine escreveu que "o fetiche por moda [...] dá ao álbum a sensação de coesão temática" mas que a "obsessão pelas Harajuku Girls beira a maníaca". O Guardian discordou dessa opinião, argumentando que "a afinidade dela com a cultura pop japonesa [...] rende um brilho sintético [...] que funciona bem com o outro ponto de referência, o hip-hop".

## Premiações e impacto

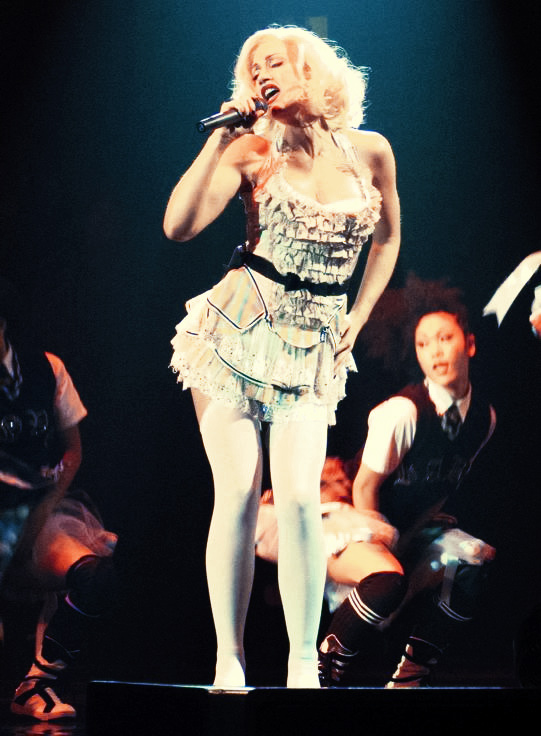
Stefani apresentando "What You Waiting For?", na Harajuku Lovers Tour, para promover o álbum.

No Billboard Music Awards, Stefani ganhou os prêmios Digital Song of the Year (Canção Digital do Ano) por "Hollaback Girl" e New Artist of the Year (Artista Revelação do Ano), e apresentou "Luxurious", com Slim Thug, no evento. No Grammy Awards 2005, Stefani recebeu uma indicação para Best Female Pop Vocal Performance (Melhor Performance Vocal Feminina Pop) por "What You Waiting For?" e apresentou "Rich Girl" com Eve. No Grammy Awards do ano seguinte, a cantora recebeu cinco indicações, por Record of the Year (Gravação do Ano), Album of the Year (Álbum do Ano), Best Female Pop Vocal Performance (Melhor Performance Vocal Feminina Pop), Best Pop Vocal Album (Melhor Álbum Vocal Pop) e Best Rap/Sung Collaboration (Melhor Parceria de Rap/Canto).
O sucesso das canções urbanas contemporâneo-orientais do álbum no mercado adulto permitiu o sucesso de outros artistas enquanto Stefani estava grávida e, mais tarde, gravando The Sweet Escape. O terceiro álbum de Nelly Furtado, Loose, foi lançado em Junho de 2006 e foi produzido principalmente por Timbaland e Danja. A reivenção feita por Furtado da worldbeat foi a mesma feita por Stefani na música contemporânea urbana. Em sua crítica de Loose, a Rolling Stone declarou que Timbaland pretendia "produzir uma potente bomba multiformato de omnipop no estilo de [Love. Angel. Music. Baby.] - mas sem Gwen". Fergie, membro do Black Eyed Peas, lançou seu primeiro álbum solo - The Dutchess - em setembro de 2006. As cholas que acompanham Fergie em alguns dos seus videoclipes são vistas como derivadas das Harajuku Girls e do videoclipe de "Luxurious", de Stefani. O primeiro single do álbum, "London Bridge", foi comparado à "Hollaback Girl" e o terceiro single "Glamorous" à "Luxurious". Fergie negou as acusações, declarando que "isso tudo é tão ridículo [...] os Peas e eu fazemos as músicas que amamos, o problema é dos outros, que especulam".

## Performance comercial
O álbum debutou na sétima posição da Billboard 200, parada de álbuns oficial dos Estados Unidos, vendendo 309 mil cópias. Depois do lançamento de "Hollaback Girl", Love. Angel. Music. Baby. entrou novamente no top quinze da parada musical por vinte e uma semanas e alcançou sua melhor posição no número cinco, em junho de 2005. A Recording Industry Association of America certificou o álbum como Platina tripla em dezembro daquele ano, e por três milhões de cópias vendidas no país.
O desempenho foi similar na Europa. Love. Angel. Music. Baby. alcançou o número quatro na UK Albums Chart, e permaneceu na parada por mais de um ano. A British Phonographic Industry certificou o álbum como Platina tripla em 16 de setembro de 2006, por vender mais de 900 mil cópias no Reino Unido. O álbum alcançou o top dez na Finlândia, Irlanda, Noruega e Suécia e o top 20 na Áustria, Bélgica, França, Alemanha, Holanda e Suíça. A International Federation of the Phonographic Industry certificou o álbum como Platina no Platinum Europe Awards, em maio de 2005.
Na Austrália, o disco chegou ao topo da ARIA Chart por duas semanas consecutivas, entre 14 e 27 de fevereiro de 2005, e permaneceu na parada por cinquenta e uma semanas. No final de 2005, foi o quarto álbum que mais vendeu no país, sendo certificado quatro vezes Platina por vender mais de 280 mil cópias. No Canadá, Love. Angel. Music. Baby. alcançou a terceira posição por duas semanas no Canadian Albums Chart. Vendeu mais de meio milhão de cópias no país, ganhando o certificado de Platina quíntupla em abril de 2006. Love. Angel. Music. Baby. vendeu sete milhões de cópias mundialmente.

### Paradas musicais
| País               | Fornecedor(es)         | Melhor posição | Certificação | Vendas     |
| ------------------ | ---------------------- | -------------- | ------------ | ---------- |
| Argentina          | CAPIF                  | -              | Ouro         | 20.000+    |
| Alemanha           | BVMI                   | 11             | Ouro         | 200.000+   |
| Austrália          | ARIA                   | 1              | 5× Platina   | 280.000+   |
| Áustria            | IFPI                   | 12             | Ouro         | 10.000+    |
| Bélgica (Flanders) | Ultratop               | 20             | -            | -          |
| Bélgica (Valônia)  | Ultratop               | 33             | -            | -          |
| Canadá             | Music Canada           | 3              | 5× Platina   | 500.000+   |
| Dinamarca          | IFPI                   | 10             | Ouro         | 15.000+    |
| Estados Unidos     | RIAA                   | 5              | 3× Platina   | 3.000.000+ |
| Espanha            | PROMUSICAE             | 35             | -            | -          |
| Finlândia          | IFPI                   | 3              | Ouro         | 10.000+    |
| França             | SNEP                   | 19             | Ouro         | 50.000+    |
| Irlanda            | IRMA                   | 5              | 3× Platina   | 45.000+    |
| Itália             | FIMI                   | 33             | -            | -          |
| Japão              | Oricon/RIAJ            | 36             | Ouro         | 100.000+   |
| México             | AMPROFON               | -              | Ouro         | 50.000+    |
| Nova Zelândia      | RIANZ                  | 5              | 2× Platina   | 30.000+    |
| Noruega            | IFPI                   | 6              | Platina      | 30.000+    |
| Países Baixos      | MegaCharts             | 14             | -            | -          |
| Suécia             | Sverigetopplistan/IFPI | 8              | -            | -          |
| Suíça              | Media Control/IFPI     | 17             | -            | -          |
| Reino Unido        | OCC                    | 4              | 3× Platina   | 900.000+   |
| Rússia             | 2M                     | -              | Platina      | 60.000+    |
| Chéquia            | IFPI                   | 15             | -            | -          |

### Paradas de final de ano e década
| Parada                          | Posição final | Posição final |
| Parada                          | Em 2005       | Entre 2000-09 |
| ------------------------------- | ------------- | ------------- |
| Australian Singles Chart        | 4             | 49            |
| Austrian Albums Chart           | 44            | -             |
| Belgian Albums Chart (Flanders) | 41            | -             |
| Belgian Albums Chart (Valônia)  | 71            | -             |
| Billboard 200                   | 6             | 72            |
| French Albums Chart             | 56            | -             |
| New Zealand Albums Chart        | 14            | -             |
| Swedish Albums Chart            | 34            | -             |
| Swiss Albums Chart              | 33            | -             |
| UK Albums Chart                 | 20            | -             |

## Equipe
Os seguintes profissionais contribuíram para a realização do álbum:
| - Produção: André 3000, Dallas Austin, Dr. Dre, Nellee Hooper, Jimmy Jam, Tony Kanal, Terry Lewis, The Neptunes, Mark "Spike" Stent - Engenharia: Andrew Coleman, Greg Collins, Ian Cross, John Frye, Simon Gogerly, Mauricio "Veto" Irragorri, Jason Lader, Matt Marrin, Colin Mitchell, Pete Novak, Ian Rossiter, Rick Sheppard - Engenharia assistente: Warren Bletcher, Nick Ferrero, Jason Finkel, Francis Forde, Cesar Guevara, Rob Haggett, Doug Harms, Rouble Kapoor, Kevin Mills, Glenn Pittman, Ian Rossiter, Jaime Sickora, Sean Tallman, David Treahern, John Warren - Mixagem: André 3000, Greg Collins, Dr. Dre, Lee Groves, Mark "Spike" Stent, Phil Tan - Masterização: Brian "Big Bass" Gardener - A&R: Jimmy Iovine, Mark Anthony Williams | - Programação: Simon Gogerly, Tony Kanal, Jason Lader, Sam La More, Aidan Love, Ewan Pearson, André 3000 as "Johnny Vulture" - Design de som e MIDI: Rick Sheppard - Engenharia de guitarra: Linda Perry - Engenharia de teclado: Linda Perry - Corte: Swift - Serviço de web: Ray Ibe - Direção criativa: Gwen Stefani - Direção de arte: Jolie Clemens - Coordenação de arte: Nicole Frantz - Design: Jolie Clemens - Fotografia: Nick Knight - Logo e ilustração: Johnny Copeland - Coordenação de empacotagem: Cindy Cooper |

## Histórico de lançamento
| País           | Data                   | Gravadora       | Formato                         |
| -------------- | ---------------------- | --------------- | ------------------------------- |
| Itália         | 12 de novembro de 2004 | Universal Music | Ediçaõ padrão, download digital |
| Japão          | 21 de novembro de 2004 | Universal Music | Ediçaõ padrão, download digital |
| Alemanha       | 22 de novembro de 2004 | Universal Music | Edição padrão                   |
| Reino Unido    | 22 de novembro de 2004 | Polydor Records |                                 |
| Brasil         | 22 de novembro de 2004 | Universal Music |                                 |
| Estados Unidos | 23 de novembro de 2004 | Interscope      | Edição padrão, download digital |
| Austrália      | 28 de novembro de 2004 | Universal Music |                                 |
| França         | 7 de julho de 2008     | Interscope      | Edição padrão                   |